# Visart de Bocarmé

Wapen van de familie Visart de Bocarmé

Visart de Bocarmé is een Zuid-Nederlandse adellijk geslacht dat de titel graaf voert.

## Voorvaders
De eerste mogelijks bekende voorvader was Michel Visart, 'kousencoopman', getrouwd met Anne Cachoire, gestorven in 1621.
Zijn zoon Robert Visart maakte aanzienlijke vooruitgang, werd heer van Soleilval en schepen van Doornik (†1676). Hij was getrouwd met Jeanne De Calonne (†1667).
Volgens de genealoog maar ook romanschrijver Charles Poplimont, die niet altijd betrouwbaar is, was deze Robert de eerste Visart in de Zuidelijke Nederlanden, en was hij afkomstig uit Engeland en broer van een Lord Visart (naam echter onbekend in Engeland). Hij zou naar het vasteland gevlucht zijn omwille van zijn katholieke geloofsovertuiging.
Zijn zoon was Jacques-Joseph Visart (1640-1705), heer van Ponange, Croix en Fontaine-au-Bois, raadsheer in het parlement van Doornik, getrouwd met Marie-Antoinette Du Bus (1647 - 1692).
Die zijn zoon was Jean-François Visart (1671-1724), heer van de heerlijkheden Bury en Bocarmé, getrouwd met een genaamde Madeleine (1684-1723) die elf kinderen zou gehad hebben, waarvan slechts één de volwassen leeftijd bereikte, de hierna vermelde Louis-François Visart.
Louis-François Visart (Bury, 1708-1756), graaf van Bury, schepen van Doornik, kapitein bij een regiment Waalse infanterie, verkreeg in 1753 de verheffing van de heerlijkheden Bury en Bocarmé tot graafschap, met de titel van graaf voor hem en, bij eerstgeboorte, voor zijn nakomelingen.
Hij was in 1731 getrouwd met Eugénie de l'Esclatière (Mons, 1711 - Bury, 1761), bij wie hij drie dochters kreeg en zijn zoon Gustave.
Marie Dieudonné Louis Jean Gustave Visart (Doornik, 1751 - Bury, 1841) volgde zijn vader op in zijn feodale titels, maar verloor die in de revolutiejaren. Hij was in 1772 getrouwd met Marie-Claire du Chasteler (1753-1820). In 1822 werd hij onder het Verenigd Koninkrijk der Nederlanden in de erfelijke adelstand bevestigd met de titel van graaf. De titel ging over op zijn vier nog levende zoons, met voor elk van hen overdracht bij eerstgeboorte op hun nazaten. Het diploma vermeldde dat ook de dochters van Gustave gravin werden. In de praktijk bleef dit zonder gevolg want van zijn veertien kinderen waren de vijf dochters, evenals vijf zoons, voor 1822 overleden.

## Genealogie
- Marie Dieudonné Louis Joseph Gustave Visart de Bocarmé (Doornik, 1751 - Bury, 1841), heer van Bury en Bocarmé, x Marie-Claire du Chasteler (1753-1820). Adelserkenning in 1822 met de titel graaf, overdraagbaar op de veertien kinderen en vervolgens bij eerstgeboorte bij de vier zoons.
  - Eugène-Gustave Visart de Bocarmé (1773-1799), militair in Franse dienst, gesneuveld.
  - François-Edouard Visart de Bocarmé (1774-1808), luitenant-kolonel in Spaanse dienst, gesneuveld.
  - François-Hyppolite Visart de Bocarmé (1775-1799), kapitein in Oostenrijkse dienst, gesneuveld.
  - Julien Visart de Bocarmé (Doornik, 1787 - Arkansas, 1851), adjunct-gouverneur op het eiland Java, x Ida du Chasteler (1797-1873). In 1816 in de erfelijke adel erkend met de titel graaf, overdraagbaar bij eerstgeboorte.
    - Hippolyte Visart de Bocarmé (1818-1851), gehalsrecht vanwege de moord op zijn schoonbroer, x Lydie Fougnies (°1818).
      - Mathilde Visart de Bocarmé (1848-1914), overste van de kloosterorde van de Dames de la Visitation.

  - Ferdinand Visart de Bocarmé (1788-1886), volksvertegenwoordiger, burgemeester van Bury, x Marie de Moucheron (1803-1879).
  - Marie Jean Visart de Bocarmé (1794-1855), burgemeester van Sint-Kruis, x Marie-Thérèse de Man (1802-1883).
    - Gustave-Amedée Visart de Bocarmé (1830-1894), burgemeester van Sint-Kruis, x Isabelle van Zuylen van Nyevelt van de Haar (1845-1876).
    - Emile Visart de Bocarmé (1833-1919), gemeenteraadslid in Loppem, provincieraadslid en bestendig afgevaardigde West-Vlaanderen, burgemeester van Temploux, provincieraadslid Namen, x Hidulphine Visart de Bocarmé (1835-1924).
      - Ferdinand Visart de Bocarmé (1859-1952), burgemeester van Emines, x Jeanne Bequet (1864-1959).
        - Philippe Visart de Bocarmé (1891-1986) x Paule de Hemricourt (1896-1974).
          - Alain Visart de Bocarmé (°1923) x Solange de Halloy de Waulsort (°1926).
            - Cédric Visart de Bocarmé (°1953), procureur-generaal, x Anne Lambert (°1954).

    - Ernest Visart de Bocarmé (1834-1917), provincieraadslid West-Vlaanderen x Louise Cuypers (1840-1929).
      - Adrienne Visart de Bocarmé (1878-1926), schepen van Sint-Kruis, x Ulrik de Pierpont (1877-1916).
        - Didier de Pierpont, (1911-2002), burgemeester van Sint-Kruis x Françoise Lefebvre (1926–2011).

    - Amedée Visart de Bocarmé (1835-1924), volksvertegenwoordiger, burgemeester van Brugge, x Emilie Faignaert (1838-1875), xx Nathalie van den Steen de Jehay (1852-1919).
      - Etienne Visart de Bocarmé (1865-1951), voorzitter van het Havenbestuur Brugge-Zeebrugge, x Jeanne de Steenhault de Waerbeeck (1872-1947).
      - Albert Visart de Bocarmé (1868-1947), burgemeester van Uitbergen, numismaat, heraldicus, x Marie-Thérèse d'Oultremont de Wégimont et de Warfusée (1874-1950).

    - Leon Visart de Bocarmé (1837-1900), volksvertegenwoordiger, schepen van Alveringem, x Henrica Storm (1842-1925).

  - Gustave Visart de Bocarmé (1796-1846), lid van het Belgisch Nationaal Congres, burgemeester van Thieu, x Isabelle Fontaine de Joncquoy (1800-1868).